# Ҹ
Ҹ (minuskule: ҹ) je v současné době oficiálně již nepoužívané písmeno cyrilice. Jedná se o variantu písmena Ч. Bylo používáno mezi roky 1958 a 1991 pro zápis ázerbájdžánštiny. V roce 1991 ázerbájdžánština oficiálně přešla na zápis latinkou. Písmeno zachycovalo stejnou hlásku jako písmeno Ҷ v tádžičtině, jako písmeno Ӌ v chakaštině, jako písmeno Џ v srbštině, jako písmeno Ӝ v udmurtštině, nebo jako v minulosti používané písmeno Ӂ v moldavštině a gagauzštině.